# محاولة تشييع مكة (394)
محاولة تشييع مكة ( 394 هـ - 1003 م) وهي محاولة لنشر المذهب الشيعي والترويج له في مكة. وكانت حركة من حركات الدولة الفاطمية ومن احداث 394 هـ التي أشرف عليها وأمر بها الحاكم بأمر الله.

## الأحداث
وبعد ان تولى الحاكم بأمر الله حكم الدولة الفاطمية رغب بنشر المذهب الشيعي في مكة كونها أهم مدينة إسلامية فأرسل إلى واليه في مكة أن يبني دارا في مكة فيها أبواب وأطباق وقيود وأغلال وسماها جهنم. فأرسل إلى واليه في مكة من عارض فأدخلوه إلى جهنم. وأمر ان يكتب في الشوارع والجوامع في مكة بسب الصحابة ثم أرسل داعية شيعي إلى مكة فطلع إلى المنبر وشتم أمهات المؤمنين والصحابة . فاقتحمت قبيلة هذيل المسجد الحرام وقتلوا الداعية الشيعي وقطعوه إلى قطع وكسروا المنبر حتى تفتت. ولم يستطيعوا إعادة بناءه. ثم عاد الحاكم بأمر الله وأرسل مبعوثا خرسانيا إلى المسجد الحرام فرمى الحجر الأسود بدبوس فأسرته هذيل وأحرقوه بالنار وقتلوه.
قال أبو عبيد البكري. «وكان ذلك يوما عظيما ومشهدا مهيبا ولم يقدم أحد بذلك ان يعلق بذلك المذهب». ولم تذكر أي محاولة أخرى ويبدوا انها المحاولة الأولى والأخيرة لمحاولة نشر المذهب الشيعي في مكة وذلك لما لقوه من جانب هذيل من صد ونزاع غيرة على عرض النبي وأمهات المؤمنين والصحابة.

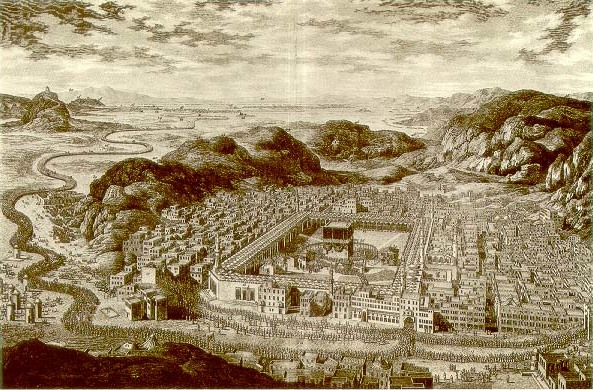
مكة عام 1850 م